# Kyrre Andreassen
Kyrre Andreassen (ur. 1971 w Ringerike) – norweski pisarz i jeden z redaktorów czasopisma „Motell”.
Zadebiutował w 1997 zbiorem dziewięciu opowiadań Det er der du har venna dine (To tu masz swoich przyjaciół), których akcja osadzona jest w fikcyjnej prowincjonalnej miejscowości Rotberg. Opisy prowincjonalnej Norwegii zawarte w tym zbiorze, określane terminem „dirty realizm”, opowiadają o życiu młodych ludzi i relacjach między nimi.
Kolejną książką Andreassena była powieść Barringer z 1999. Autor opisuje w niej podobne środowisko, skupiając się na losach dwudziestokilkuletniego Matiasa. Tytuł książki odnosi się do amerykańskiego pisarza Daniela Moreau Barringera, który twierdził, że słynny krater w Arizonie powstał w wyniku uderzenia meteorytu, a nie wybuchu wulkanu. U Andreassena krater i siły wokół niego zgromadzone stają się ważnym leitmotivem powieści.

## Utwory

### Powieści
- Barringer, 1999
- Svendsens Catering, 2006

### Opowiadania
- Det er her du har venna dine, 1997

### Sztuki teatralne
- Dette stedet, 2002
- Polar, 2003